# (55581) 2002 NH
(55581) 2002 NH es un asteroide perteneciente al cinturón de asteroides, descubierto el 1 de julio de 2002 por el equipo del Near Earth Asteroid Tracking desde el Observatorio Palomar, California, Estados Unidos.

## Designación y nombre
Designado provisionalmente como 2002 NH.

## Características orbitales
2002 NH está situado a una distancia media del Sol de 2,189 ua, pudiendo alejarse hasta 2,360 ua y acercarse hasta 2,018 ua. Su excentricidad es 0,078 y la inclinación orbital 4,207 grados. Emplea 1182,85 días en completar una órbita alrededor del Sol.

## Características físicas
La magnitud absoluta de 2002 NH es 16,50.